# P.C. Hooftstraat

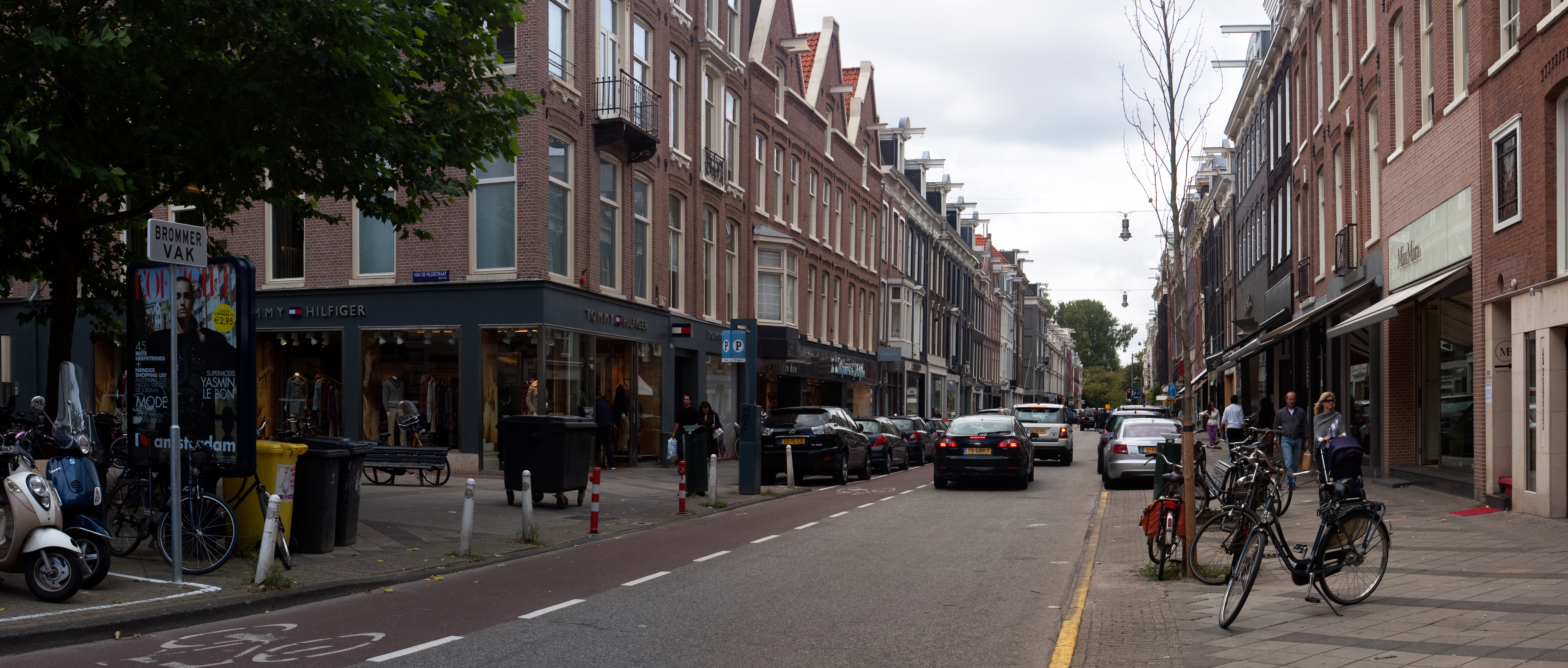
P.C. Hooftstraat in Richtung Vondelpark

Die P.C. Hooftstraat im Stadtteil Oud-Zuid in Amsterdam ist eine der teuersten Einkaufsstraßen der niederländischen Metropole. Ihren Namen hat sie von Pieter Corneliszoon Hooft, einem niederländischen Dichter.
Sie beherbergt mehr elegante Ladengeschäfte mit luxuriöser Designer-Ware, Parfüm, Schmuck, Kunst und Antiquitäten als irgendeine andere Straße der niederländischen Hauptstadt. Internationale Modemarken wie Burberry, Gucci, Prada, Giorgio Armani, Ralph Lauren, Louis Vuitton, Yves Saint Laurent, Hermès, Chanel und viele mehr haben auf dieser Straße ihre  Filialen angesiedelt. 
Sie beginnt westlich am Vondelpark und führt dann etwa 700 Meter in Richtung Osten bis zur Straße „Stadhouderskade“. 
Die nächsten Straßenbahnhaltestellen befinden sich im Osten am Rijksmuseum und im Westen an der Van Baerlestraat.
Koordinaten: 52° 21′ 35,4″ N, 4° 52′ 44,3″ O